# Paralelo 27 S
O Paralelo 27 S é um paralelo no 27° grau sul no plano equatorial terrestre .
Começando no Meridiano de Greenwich e tomando a direcção do Leste, o paralelo 27º S passa por:
| País, território ou mar | Notas                                               |
| ----------------------- | --------------------------------------------------- |
| Oceano Atlântico        |                                                     |
| Namíbia                 |                                                     |
| África do Sul           |                                                     |
| Essuatíni               |                                                     |
| África do Sul           |                                                     |
| Oceano Índico           |                                                     |
| Austrália               | Austrália Ocidental Austrália Meridional Queensland |
| Oceano Pacífico         | Passa a norte da Ilha da Páscoa, Chile              |
| Chile                   |                                                     |
| Argentina               |                                                     |
| Paraguai                |                                                     |
| Argentina               |                                                     |
| Brasil                  |                                                     |
| Oceano Atlântico        |                                                     |